# Teatro Municipal de Quetzaltenango
El Teatro Municipal de Quetzaltenango, Guatemala, es un importante centro cultural ubicado en el centro histórico de la ciudad. Además, es el sitio adonde tiene lugar la premiación de los Juegos Florales Hispanoamericanos cada mes de septiembre.

## Historia
En el año 1889 el presidente de Guatemala, Manuel Lisandro Barillas  por iniciativa del alcalde de la ciudad de Quetzaltenango, Manuel Estrada Cabrera, declaró la necesidad de erigir un teatro en la localidad. Dos años después se dieron a conocer las bases del contrato entre la municipalidad quetzalteca y la compañía constructora Durini & Felice y Joaquín Rigalt.
Sin embargo, la obra debió posponerse para el mes de agosto de 1894 debido a problemas en el cumplimiento de dicho contrato, cuya ejecución quedó en manos del arquitecto Enrique Jones. Para el 19 de julio de 1895, día del nacimiento del líder liberal Justo Rufino Barrios, el edificio con una fachada con estilo del Renacimiento francés. fue inaugurado así como una compañía de ópera de la capital guatemalteca inició sus labores. 
El 18 de abril de 1902, el teatro sufrió severos daños por un terremoto y su demolición fue sugerida por un ente oficial. A pesar de ello, se optó por la restauración, y el 21 de noviembre de 1908, fecha de nacimiento del ya presidente Manuel Estrada Cabrera, se reinauguró la nueva fachada de estilo Neoclásico, con planos de Domingo Goicolea y construida por Alberto Boj, subcontratado por el ingeniero Tomás Stich Bonelli a quién el gobierno encargó del proyecto de la fachada y quién fue pagado $1,000. Para el año 1995, fue sometido a una nueva restauración en manos de la arquitecta Esmirna Barrientos y Ezequiel de Paz.
El teatro tiene una capacidad para 1050 personas, y posee tres secciones: Luneta, Palco alto y Anfiteatro. Además, en su exterior destacan varios monumentos: el busto del poeta Osmundo Arriola (enlace roto disponible en Internet Archive; véase el historial, la primera versión y la última)., primer galardonado de los Juegos Florales de la ciudad; la estatua de Cronos; la estatua de Artemisa; los bustos del compositor Jesús Castillo y de Alberto Vásquez; y el Monumento a la Reina indígena.

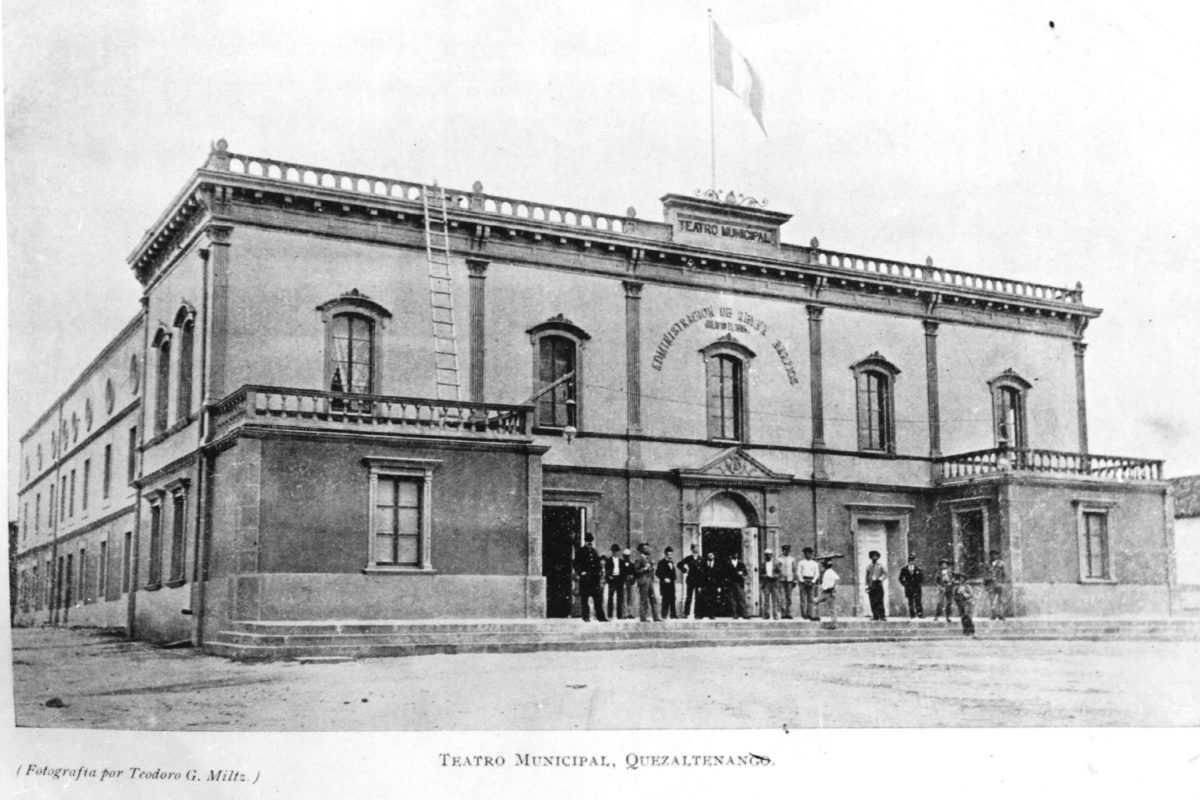
Día de la inauguración del teatro municipal de Quetzaltenango. Así lucía el teatro el día de su inauguración el 19 de julio de 1895 con la leyenda en su fachada que decía: «Administración Reina Barrios».

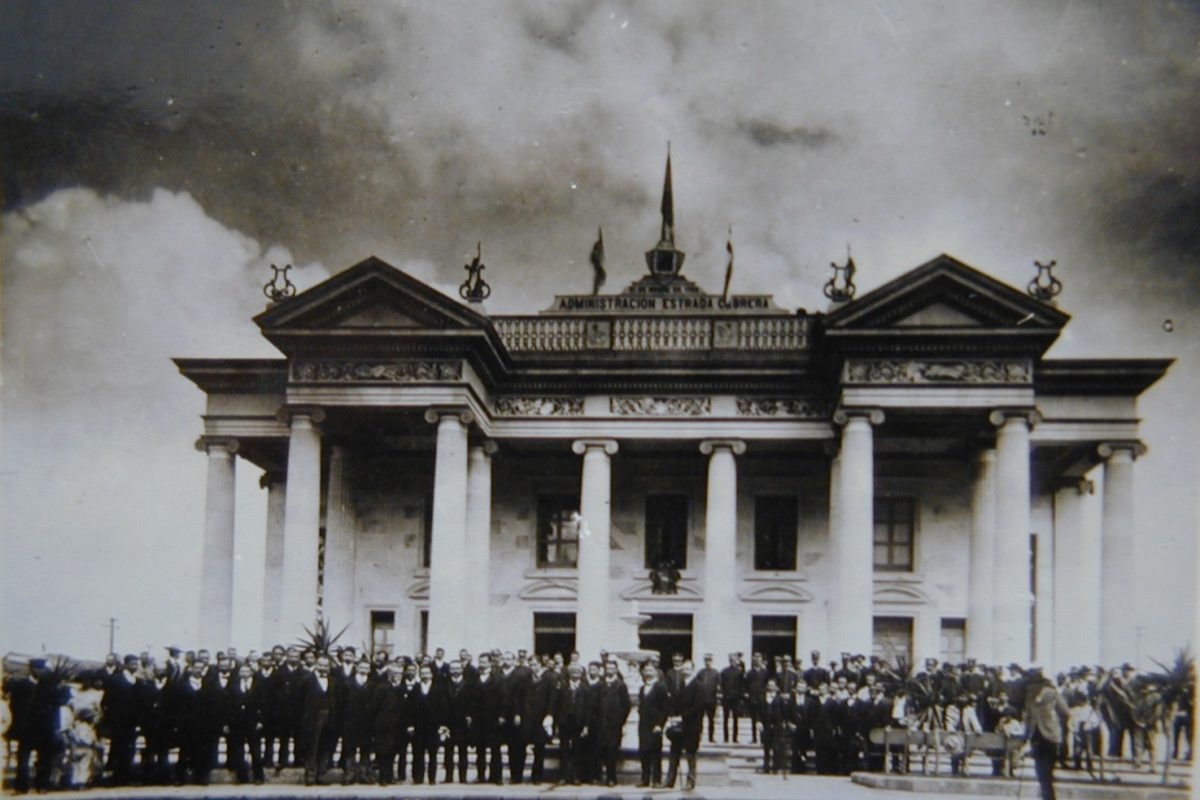
Día de la reinauguración del Teatro municipal de Quetzaltenango. Así lucía el día de su reinauguración el 21 de noviembre de 1908